# Woodsiaceae
Famille
Synonymes
- Athyriaceae Alston, 1956

La famille Woodsiaceae regroupe plusieurs genres de fougères cités ci-dessous. Elle est souvent incluse dans la famille des Dryopteridaceae.
Certains auteurs donnent le nom d'Athyriaceae à cette famille.

## Principaux genres
- Acystopteris
- Anisocampium
- Athyrium
- Cornopteris
- Cystopteris
- Deparia
- Diplaziopsis
- Diplazium
- Gymnocarpium
- Hypodematium
- Pentarhizidium
- Rhachidosorus
- Woodsia

### Woodsiaceae
- (en) Madagascar Catalogue : Woodsiaceae
- (en) Angiosperm Phylogeny Website : Woodsiaceae
- (fr) Tela Botanica (France métro) : Woodsiaceae
- (en) GRIN : famille Woodsiaceae (Diels) Herter (+liste des genres contenant des synonymes)

### Athyriaceae
- (en) NCBI : Athyriaceae (taxons inclus)
- (en) GRIN : famille Athyriaceae Alston (+liste des genres contenant des synonymes)